# استون سیتی (آیووا)
استون سیتی (به انگلیسی: Stone City) یک محدوده ثبت‌نشده در شهرستان جونز ایالت آیووا کشور ایالات متحده آمریکا است که جمعیت آن در سرشماری سال ۲۰۱۰ میلادی، ۱۹۲ نفر بوده‌است.

## نگارخانه

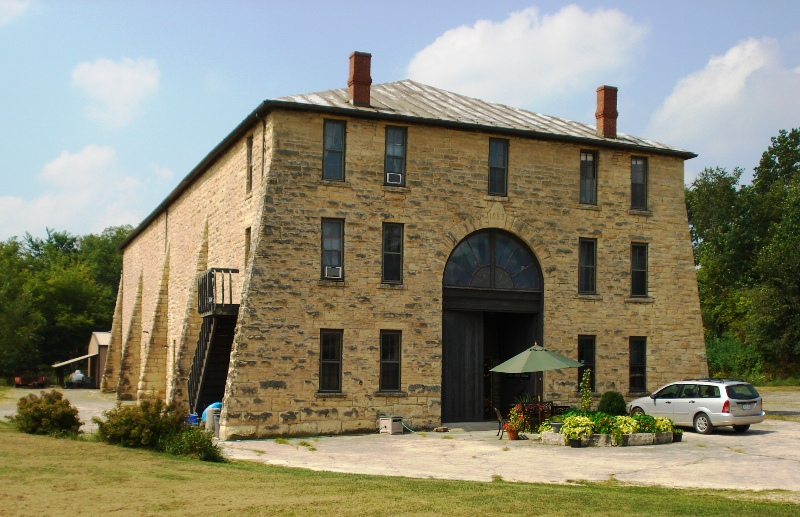
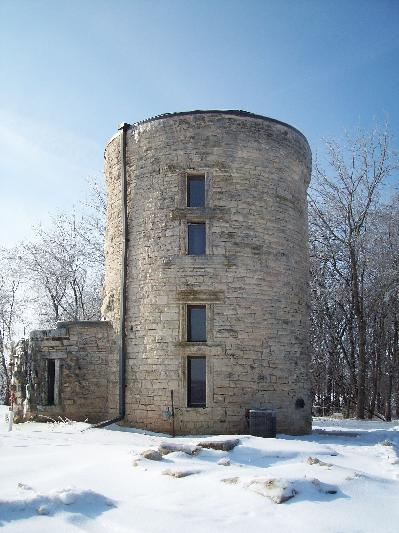
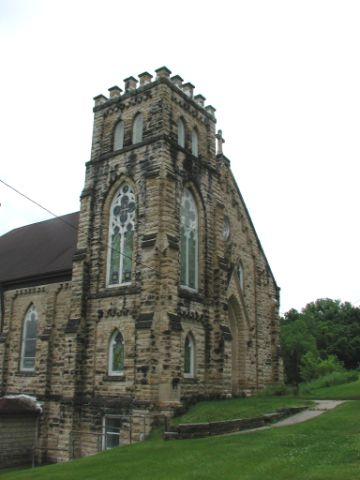
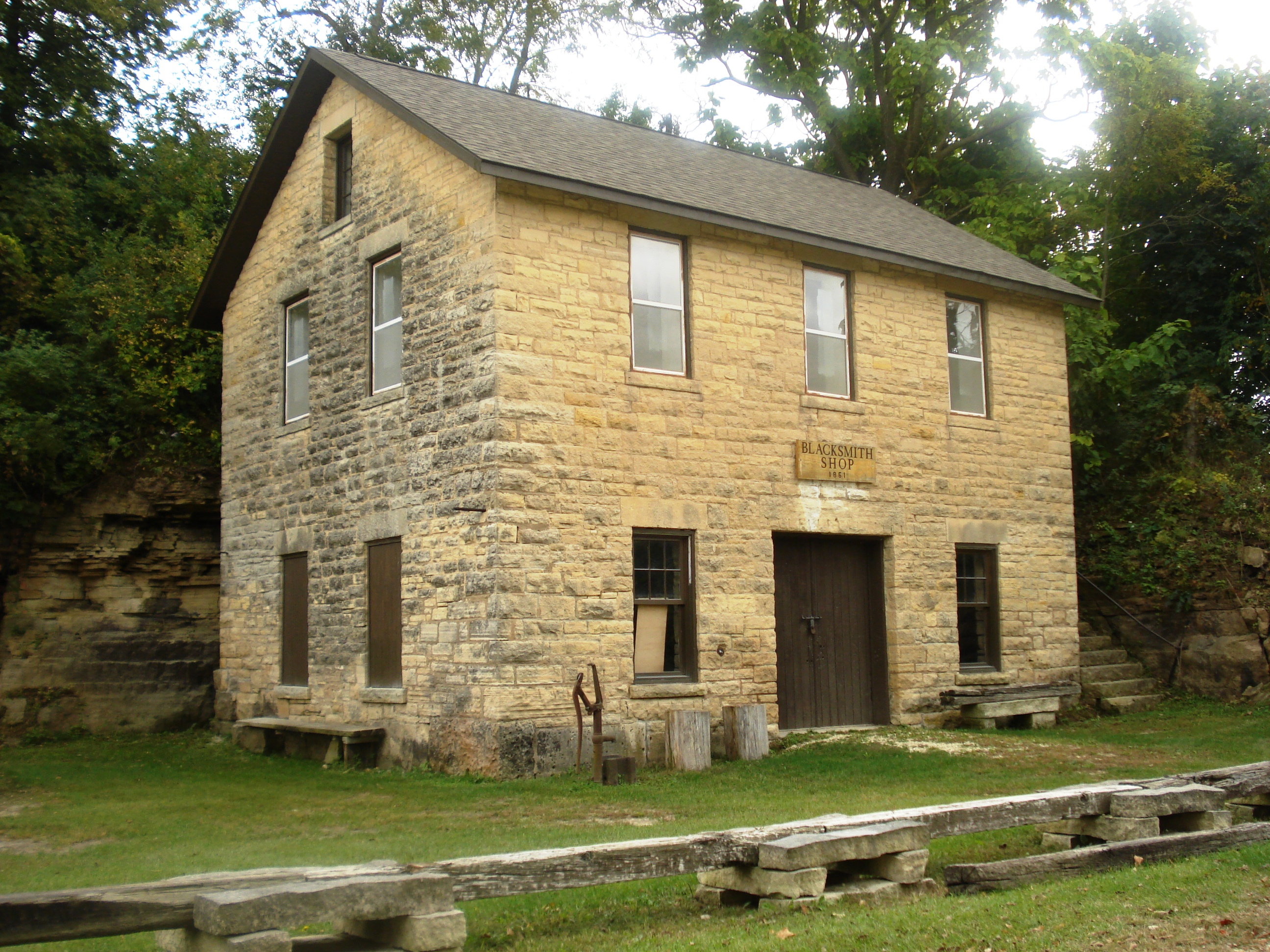
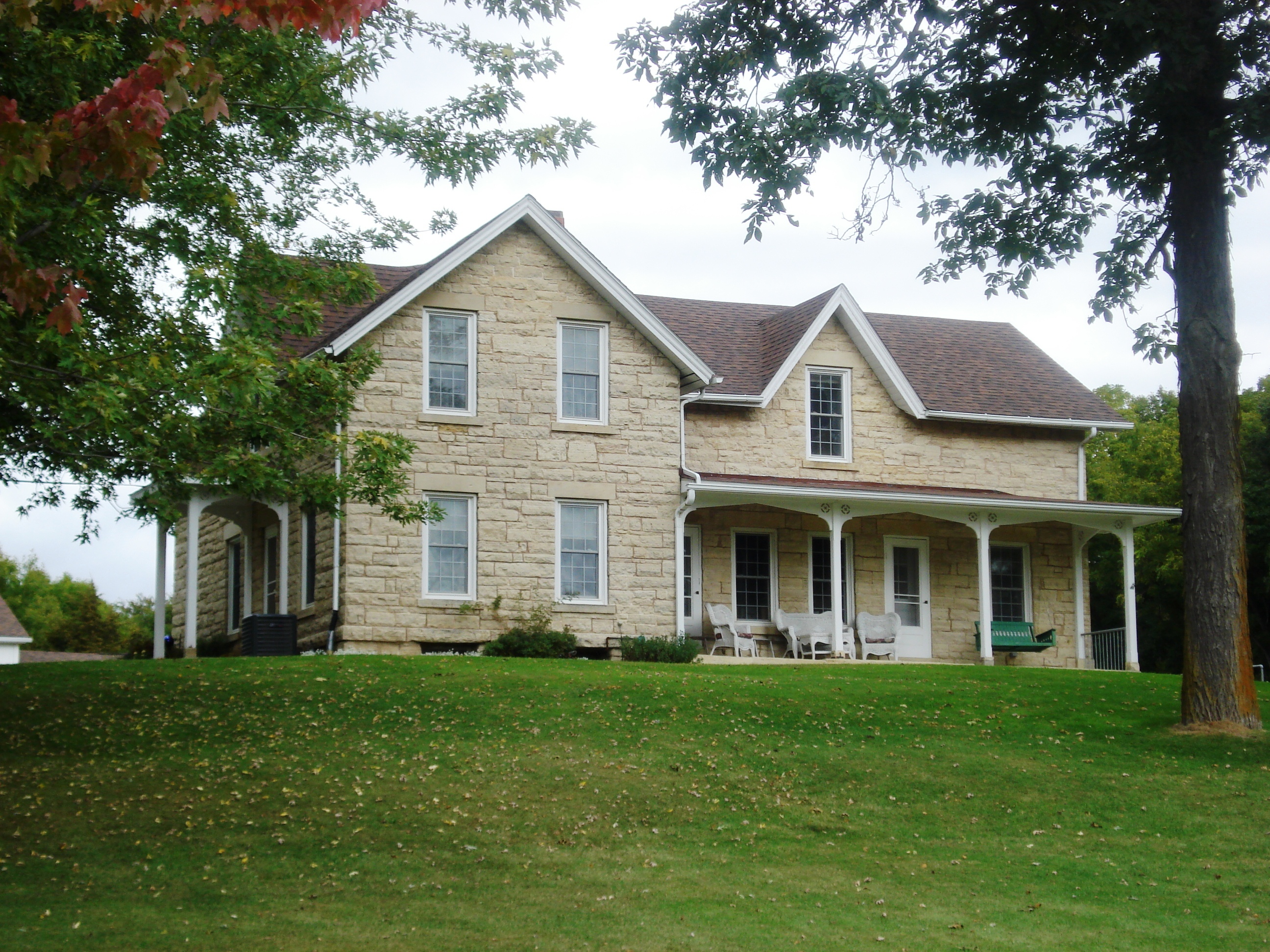
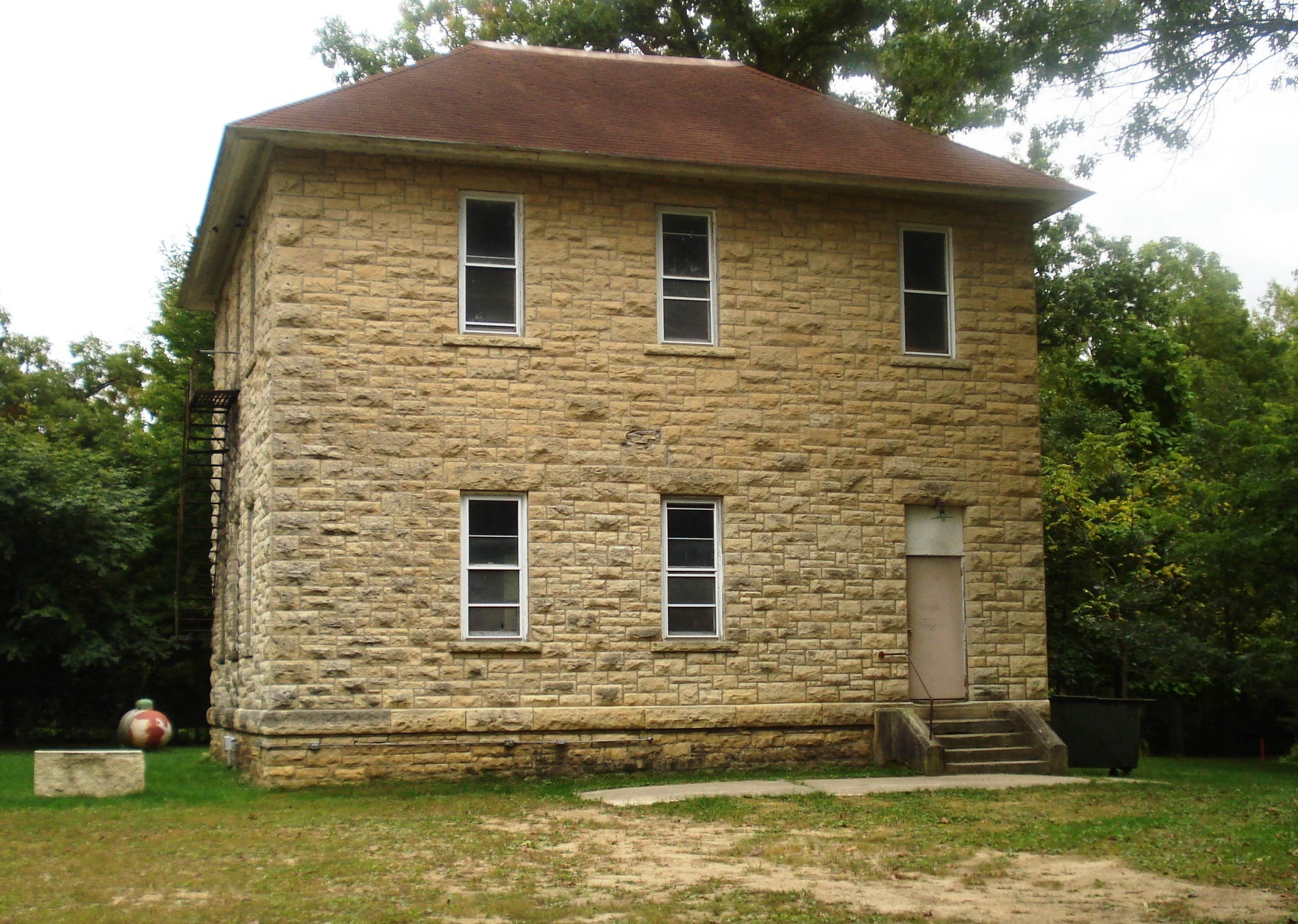